# Adolf Fredrik Lindblad

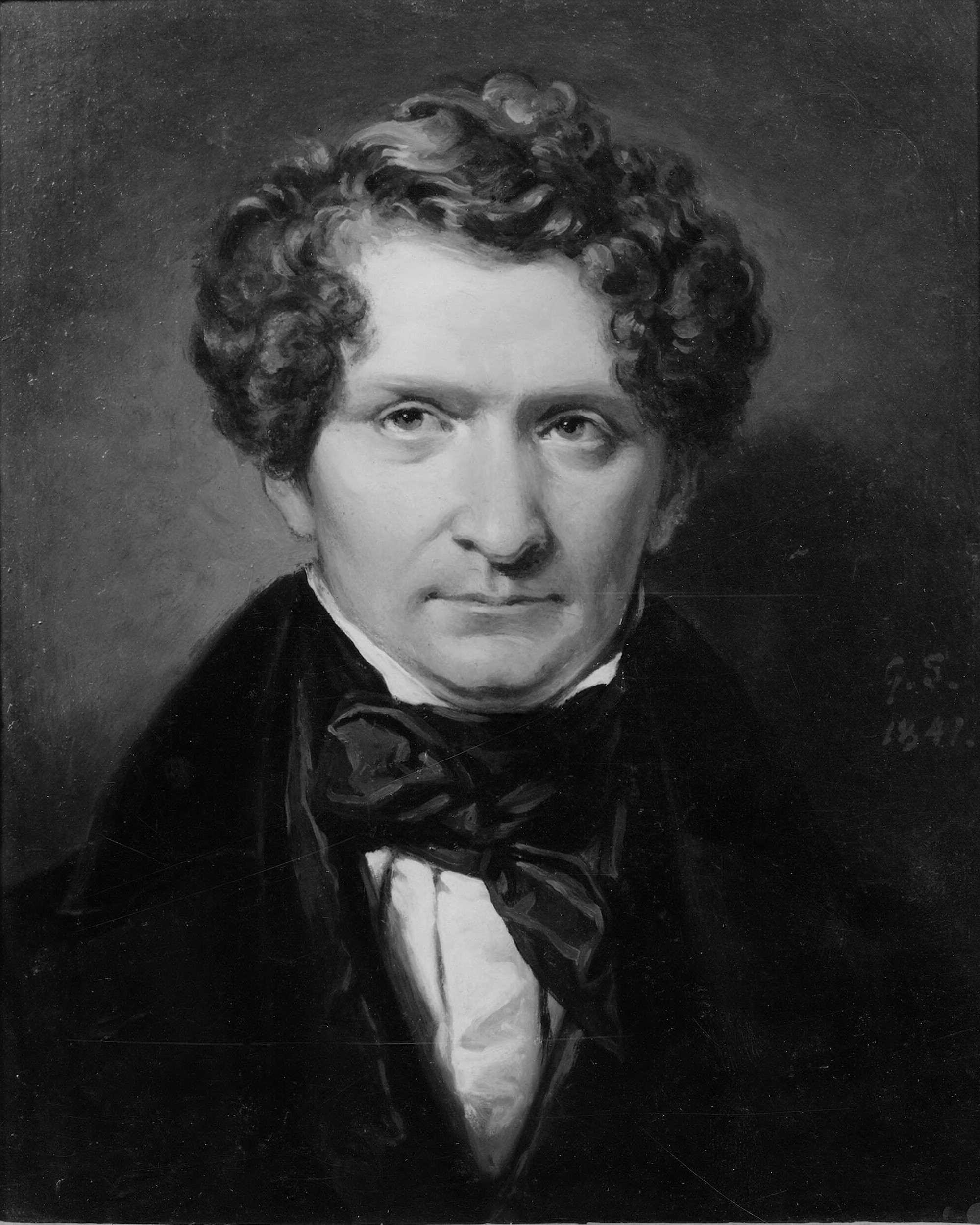
Adolf Fredrik Lindblad (1841)

Adolf Fredrik Lindblad (* 1. Februar 1801 in Skänninge; † 23. August 1878 in Linköping) war ein schwedischer Komponist.

## Leben
Lindblad war seit 1823 an der Universität von Uppsala Schüler von Friedrich Haeffner und studierte von 1826 bis 1827 in Berlin bei Carl Friedrich Zelter. 1827 gründete er eine Klavierschule in Stockholm, die er bis 1862 leitete. Lindblad bereiste mehrfach Deutschland, befreundete sich mit Felix Mendelssohn Bartholdy und lernte in Dresden Carl Maria von Weber kennen.
Er komponierte eine Oper (Frondörerna – Die Rebellen), zwei Sinfonien, drei Violinsonaten und Streichquartette. Besonders erfolgreich waren seine über zweihundert Lieder, die ihre Popularität nicht zuletzt der Verbreitung durch die „schwedische Nachtigall“, die Sängerin Jenny Lind, verdankten und ihm den Ruf eines schwedischen Schubert einbrachten. Lindblads C-Dur-Sinfonie von 1831 wurde von Felix Mendelssohn Bartholdy mit dem Gewandhausorchester in Leipzig aufgeführt und erschien bei Breitkopf & Härtel im Druck. Die D-Dur-Sinfonie wurde 1855 uraufgeführt.

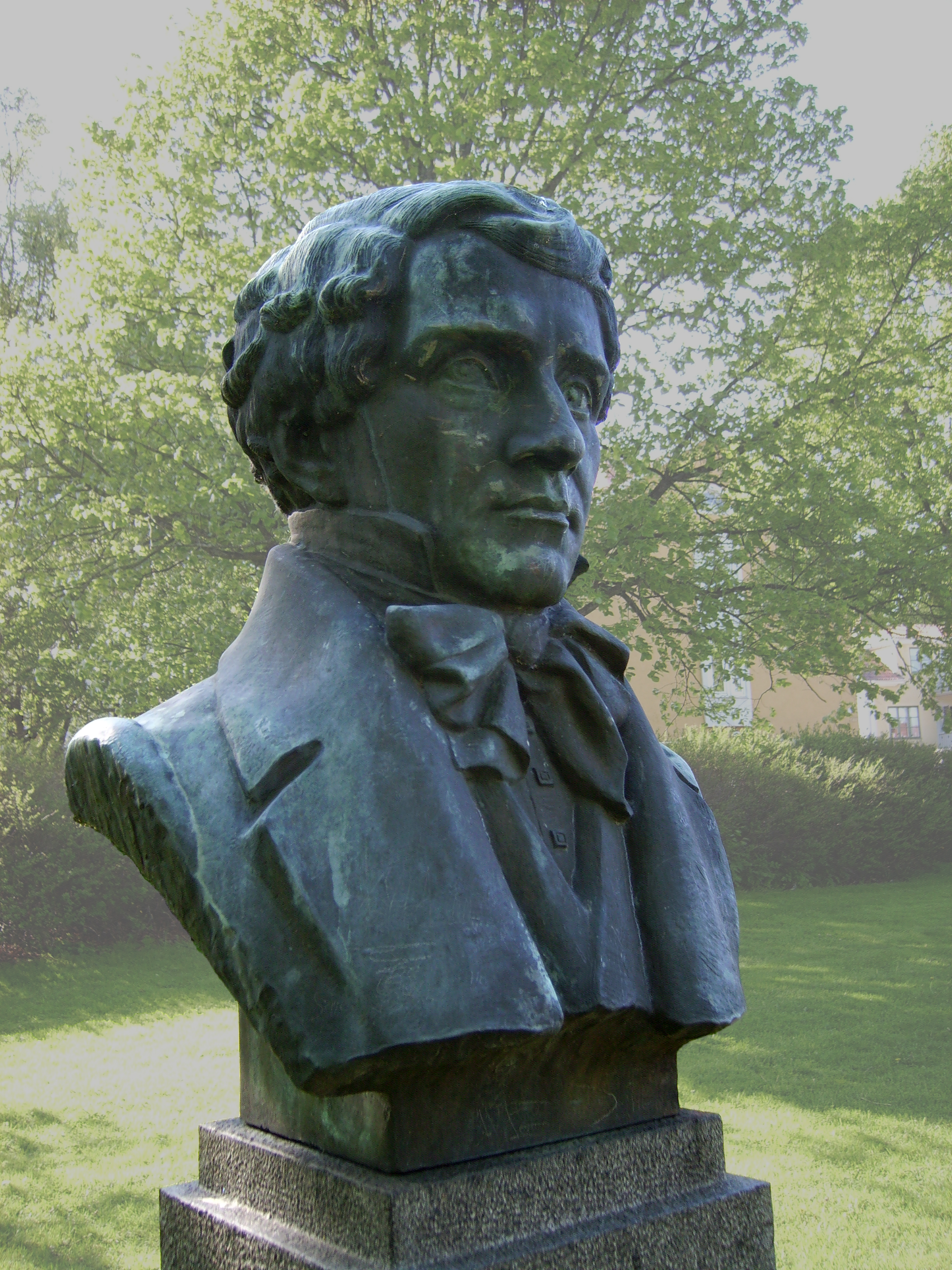
Büste von Adolf Fredrik Lindblad in Skänninge.

## Werke (Auswahl)
- Frondörerna (Oper; Stockholm, 1898)
- Lieder mit Begleitung des Pianoforte (2 Hefte, aus dem Schwedischen übertragen von A. Dohrn), N. Simrock, Bonn (1839)
- Duo für Klavier und Violine in G-Dur (1842), Schott, Mainz
- Sinfonie Nr. 1 in C-Dur, Op. 19 (1831), Breitkopf & Härtel, Leipzig
- Sinfonie Nr. 2 in D-Dur (1855)